# Oktagram
Oktagram je osemkraka zvezda.

## Značilnosti
Oktagram je vsak sebe sekajoč osemkotnik. Pravilni oktagram ima Schläflijev simbol {8/3}. To pa pomeni osemstransko zvezdo, ki ima povezano vsako tretjo točko.
Iz dveh kvadratov sestavljena zvezda {8/2} se imenuje Lakšmijina zvezda (Aštalakšmi - imenuje se po boginji Lakšmi, v hinduizmu)